# فاليريا بارانيك
فاليريا بارانيك (الروسية: Валерия Бараник) مواليد 17 نوفمبر 1993 في سيزران، روسيا، هي لاعبة كرة يد روسية. مثلت منتخب روسيا لكرة اليد للسيدات.